# Giải thưởng Điện ảnh Hồng Kông lần thứ 25
Giải thưởng Điện ảnh Hồng Kông lần thứ 25 được tổ chức ngày 8 tháng 4 năm 2006 tại Hong Kong Coliseum, Hồng Kông. Dẫn chương trình là các nghệ sĩ Tăng Chí Vĩ, Mao Thuấn Quân và Đỗ Văn Trạch. Bộ phim thành công nhất trong lễ trao giải là Hắc xã hội của đạo diễn Đỗ Kỳ Phong.

## Danh sách các đề cử và giải thưởng
| Phim hay nhất                              | Phim hay nhất             | Phim hay nhất |
| Phim                                       | Tên tiếng Anh             |               |
| ------------------------------------------ | ------------------------- | ------------- |
| Hắc xã hội (黑社會)                        | Election                  |               |
| Thất kiếm (七劍)                           | Seven Swords              |               |
| Nếu như yêu (如果·愛)                      | Perhaps Love              |               |
| Thần thoại (神話)                          | The Myth                  |               |
| Đầu văn tự D (頭文字D)                     | Initial D                 |               |
| Đạo diễn xuất sắc nhất                     |                           |               |
| Đạo diễn                                   | Phim                      |               |
| Đỗ Kỳ Phong                                | Hắc xã hội                |               |
| Từ Khắc                                    | Thất kiếm                 |               |
| Trần Khả Tân                               | Nếu như yêu               |               |
| Nhĩ Đông Thăng                             | Tảo thục                  |               |
| Lưu Vĩ Cường Mạch Triệu Huy                | Đầu văn tự D              |               |
| Kịch bản hay nhất                          |                           |               |
| Biên kịch                                  | Phim                      |               |
| Du Nãi Hải Diệp Thiên Thành                | Hắc xã hội                |               |
| Lâm Ái Hoa Đỗ Quốc Uy                      | Nếu như yêu               |               |
| Nhĩ Đông Thăng Tần Thiên Nam               | Tảo thục                  |               |
| Nguyễn Thế Sinh Phương Tình La Diệu Huy    | Thần kinh hiệp lữ         |               |
| Trương Trí Quang Trần Thục Hiền            | Đồng mộng kỳ duyên        |               |
| Nam diễn viên chính xuất sắc nhất          |                           |               |
| Diễn viên                                  | Phim                      |               |
| Lương Gia Huy                              | Hắc xã hội                |               |
| Nhậm Đạt Hoa                               | Hắc xã hội                |               |
| Lưu Đức Hoa                                | Đồng mộng kỳ duyên        |               |
| Lương Gia Huy                              | Trường hận ca             |               |
| Quách Phú Thành                            | Tam xóa khẩu              |               |
| Nữ diễn viên chính xuất sắc nhất           |                           |               |
| Diễn viên                                  | Phim                      |               |
| Châu Tấn                                   | Nếu như yêu               |               |
| Lâm Gia Hân                                | Quái vật                  |               |
| Trịnh Tú Văn                               | Trường hận ca             |               |
| Trương Ngải Gia                            | Hải Nam kê phạn           |               |
| Mạc Văn Úy                                 | Đồng mộng kỳ duyên        |               |
| Nam diễn viên phụ xuất sắc nhất            |                           |               |
| Diễn viên                                  | Phim                      |               |
| Huỳnh Thu Sinh                             | Đầu văn tự D              |               |
| Phương Trung Tín                           | Thiên bôi bất túy         |               |
| Hồ Quân                                    | Trường hận ca             |               |
| Liêu Khải Trí                              | Sát phá lang              |               |
| Vương Thiên Lâm                            | Hắc xã hội                |               |
| Nữ diễn viên phụ xuất sắc nhất             |                           |               |
| Diễn viên                                  | Phim                      |               |
| Mao Thuấn Quân                             | Tảo thục                  |               |
| Trương Tịnh Sơ                             | Thất kiếm                 |               |
| Tô Nham                                    | Trường hận ca             |               |
| Lâm Gia Hân                                | A tẩu                     |               |
| Thiệu Mỹ Kỳ                                | Hắc xã hội                |               |
| Diễn viên mới xuất sắc nhất                |                           |               |
| Diễn viên                                  | Phim                      |               |
| Châu Kiệt Luân                             | Đầu văn tự D              |               |
| Tiết Khải Kỳ                               | Tảo thục                  |               |
| Lương Lạc Thi                              | Trùng bất tri             |               |
| Lưu Tâm Du                                 | A tẩu                     |               |
| Diệp Tuyền                                 | Tình nghĩa ngã tâm tri    |               |
| Chỉ đạo hành động xuất sắc nhất            |                           |               |
| Chỉ đạo                                    | Phim                      |               |
| Chân Tử Đan                                | Sát phá lang              |               |
| Lưu Gia Lương Đổng Vĩ Hùng Hân Hân         | Thất kiếm                 |               |
| Lý Trung Chí                               | Tam xóa khẩu              |               |
| Thành Long Đường Quý Lễ Nguyên Đức         | Thần thoại                |               |
| Viên Hòa Bình Viên Tín Lễ Cốc Hiên Chiêu   | Gia đình tinh võ          |               |
| Giải đặc biệt                              |                           |               |
| Nội dung                                   | Người nhận giải           |               |
| Giải Thành tựu trọn đời                    | Uông Trường Trí           |               |
| Phim châu Á xuất sắc nhất                  |                           |               |
| Phim                                       | Đạo diễn - Quốc gia       |               |
| Khả Khả Tây Lý (可可西里)                  | Lục Xuyên · Trung Quốc    |               |
| Hauru no Ugoku Shiro (ハウルの動く城)      | Miyazaki Hayao · Nhật Bản |               |
| Tối hảo đích thời quang (最好的時光)       | Hầu Hiếu Hiền · Đài Loan  |               |
| Chinjeolhan geumjassi (친절한 금자씨)      | Park Chan-wook · Hàn Quốc |               |
| Ima, Ai ni Yukimasu (いま、会いにゆきます) | Doi Nobuhiro · Nhật Bản   |               |